# Паристрион
Тема Паристрион е тема (военноадминистративна единица) в България по време на византийската власт. Означава „Подунавие“.

## История
През 971 година Византия завладява Североизточна България заедно със столицата Преслав от Йоан I Цимиски. След неговата смърт обаче България, начело с комитопулите, преминава в настъпление и успява да си върне тази територия. Тя остава българска до 1001 година, когато император Василий II Българоубиец преминава в контранастъпление и присъединява цялата територия между Дунав и Стара планина. След осеммесечна обсада пада Видин, една от най-силните крепости там. По-късно под властта на Византия падат и останалите български територии.

## Тема Паристрион
След падането на България под византийско владичество българските земи на юг от Дунав са разделени съгласно темната организация. Създадена е и тема Паристрион. Обикновено се приема, че тя е създадена в началото на XI век, след покоряването на Североизточна България от Василий II Българоубиец. Някои, предимно румънски историци изказват становището, че темата е образувана още след завладяването на североизточните български земи отсам и отвъд Дунав от император Йоан Цимисхий в 971 година. Васил Златарски приема, че тема Паристрион е учредена не по-рано от 60-те години на XI век.
Темата Паристрион обхваща територията между Дунав и Стара планина, тоест днешна Северна България. За управител е назначен византиец. Още след покоряването и там се настаняват силни войски, тъй като областта е на северната граница на Византия. Център на темата става град Дръстър (днес Силистра). В следващите години темата е подложена на варварски нашествия от страна на узи, кумани, печенеги. Тук избухват бунтът на Нестор (в Силистра) и въстанието на Асен и Петър (в Търново). Освободена през 1185 година.